# Shinichi Yumoto
Shinichi Yumoto (湯元進一 (Yumoto Shin'ichi?); Wakayama, 4 dicembre 1984) è un lottatore giapponese, specializzato nella lotta libera.
È fratello gemello del lottatore Kenichi Yumoto, anch'egli medagliato olimpico.

## Palmarès

### Olimpiadi
- 1 medaglia:
  - 1 bronzo (Londra 2012 nei 55 kg)

### Campionati asiatici
- 1 medaglia:
  - 1 oro (New Delhi 2010 nei 55 kg)